# Wolfgang Abendroth
Wolfgang Walter Arnulf Abendroth (* 2. Mai 1906 in Elberfeld; † 15. September 1985 in Frankfurt am Main) war ein deutscher Politologe, Jurist, Hochschullehrer und Widerstandskämpfer gegen den Nationalsozialismus. Nach Professuren an Hochschulen in Leipzig, Jena und Wilhelmshaven
war er von 1950 bis zu seiner Emeritierung 1972 Lehrstuhlinhaber für wissenschaftliche Politik an der Philipps-Universität Marburg. Er galt in seiner Zeit als einer der einflussreichsten Politologen der Bundesrepublik und begründete die Marburger Schule.

## Leben

### Weimarer Republik
Wolfgang Abendroth wurde als Sohn des Mittelschullehrers Alfred Abendroth und dessen Frau Ida Abendroth, geborene Dambach, in Elberfeld geboren. Er besuchte das Helmholtz-Gymnasium, später das Realgymnasium Musterschule in Frankfurt am Main und studierte Rechtswissenschaft und Volkswirtschaftslehre an den Universitäten Tübingen, Münster und Frankfurt am Main, wo er 1930 die erste juristische Staatsprüfung „voll befriedigend“ bestand, bei Juristen ein Prädikatsexamen. Von 1930 bis zu seiner Entlassung 1933 arbeitete er als Gerichtsreferendar in Hechingen.
Abendroth war als Sohn überzeugter Sozialdemokraten schon früh in der proletarischen Jugendbewegung tätig. Im November 1920 wurde er Mitglied des Kommunistischen Jugendverbandes (KJVD), später auch der Kommunistischen Partei Deutschlands (KPD); außerdem schloss er sich der Roten Hilfe an. Zugleich war er im Deutschen Freidenker-Verband aktiv und als Mitglied der Bundesleitung des Bundes freier sozialistischer Jugend verantwortlich für die marxistische Erziehung einiger darin zusammengeschlossener Gruppen, die aus der Jugendbewegung hervorgegangen waren. Nachdem er aus der KPD ausgeschlossen worden war, weil er den Kurs der KPD und die damit verbundene Sozialfaschismusthese kritisiert hatte, schloss er sich 1928 der Kommunistischen Partei-Opposition an.

### Widerstand im „Dritten Reich“
Nach der Machtergreifung der Nationalsozialisten wurde Abendroth weitere juristische Arbeit untersagt. Politisch war er ab 1933 in verschiedenen illegalen Widerstandsorganisationen (KP-Opposition, Rote Hilfe, Neu Beginnen usw.) aktiv. 1935 wurde er summa cum laude mit einer völkerrechtlichen Dissertation bei Walther Burckhardt an der Juristischen Fakultät der Universität Bern promoviert. Seine Dissertation Die völkerrechtliche Stellung der B- und C-Mandate wurde Ende 1936 vom Verlag Marcus in Breslau veröffentlicht, jedoch kurz danach von der Gestapo beschlagnahmt. Im Oktober 1936 gelang es ihm, in einem Berliner Bankgeschäft eine Volontärstelle zu erhalten. Im Februar 1937 aber wurde er von der Gestapo verhaftet und am 30. November 1937 vom Oberlandesgericht Kassel wegen Hochverrats zu vier Jahren Zuchthaus verurteilt, die er in Luckau verbüßte.
Nach seiner Entlassung im Juni 1941 zog Abendroth zu seinen Eltern nach Potsdam-Babelsberg und arbeitete zunächst als Revisionsassistent beim Wirtschaftstreuhänder und Steuerberater Erhard Oewerdieck sowie anschließend als Wirtschaftsjurist bei einer Außenhandelsfirma in Berlin. Unmittelbar nach seiner Entlassung lernte er die Studentin Lisa Hörmeyer durch eine ihrer Kommilitoninnen kennen, die er wiederum aus dem Sozialistischen Schülerbund (SSB) und der Freien sozialistischen Jugend kannte.
Eine Heirat mit Lisa Hörmeyer konnte aber nicht stattfinden, weil er Anfang 1943 nach Verbüßung seiner Haftstrafe als „Bewährungssoldat“ zur Strafdivision 999 eingezogen wurde. In Griechenland auf der Insel Limnos eingesetzt, arbeitete er dort mit dem griechischen Widerstand zusammen und desertierte 1944 zur griechischen Widerstandsorganisation ELAS. Die Möglichkeit, sich nach Bulgarien in den Einflussbereich der Roten Armee abzusetzen, war für Abendroth keine Option. Im Oktober 1944 wurde er als britischer Kriegsgefangener nach Ägypten überführt.
Im Kriegsgefangenenlager Fanara südlich von Ismailia begann er mit dem Arbeitsrechtler Herbert Komm politische Schulungsarbeit in der Absicht, Kader auszubilden und auf Verwaltungsarbeit vorzubereiten, die nach der Niederlage des Nazi-Regimes bevorstehen würde. Später wurde Abendroth durch die Hilfe seiner Freunde Georg Schwarzenberger und Richard Löwenthal ins Umerziehungslager Wilton Park Training Centre überbracht, in dem „geeignet erscheinende Kriegsgefangene auf ihre Rückkehr nach Deutschland und die Mitarbeit am Aufbau der Demokratie vorbereitet wurden“. Mit Löwenthal diskutierte er vor dem Hintergrund des Wahlsieges der Labour Party im Juli 1945 die Perspektiven für die Arbeiterbewegung in Deutschland. Ein Ergebnis dieser Diskussionen war Löwenthals Programmschrift Jenseits des Kapitalismus, die 1946 unter dem Pseudonym Paul Sering in Nürnberg erschien. Noch im Herbst 1946 trat Abendroth in die SPD ein.

### Politologe und Rechtswissenschaftler im Nachkriegsdeutschland
Ende November 1946 wurde er aus der Kriegsgefangenschaft entlassen und versuchte zunächst, in Marburg als Jurist Fuß zu fassen. Im selben Jahr heiratete er die zum Dr. phil. promovierte Lisa Hörmeyer, mit der er die drei Kinder Elisabeth (* 1947), Barbara (* 1949) und Ulrich (* 1952) bekam. Da ihm noch das zweite Staatsexamen fehlte, entschied er sich auf Rat von Georg-August Zinn, einem Weggefährten aus Studententagen und neu ernanntem hessischen Justizminister, das fehlende Examen in der Sowjetischen Besatzungszone (SBZ) abzulegen. Von Zinn mit einem inoffiziellen Empfehlungsschreiben für Eugen Schiffer, den Leiter der Justizverwaltung der SBZ, ausgestattet, kehrte Abendroth nach Potsdam zurück, wo er 1946 zum Regierungsrat des Brandenburgischen Justizministeriums ernannt.
Im Januar 1947 wurde Abendroth zum Richter beim Landgericht Potsdam bestellt, wobei er zugleich in den Dienst des Justizministeriums der Mark Brandenburg eintrat, ab 1. April als Regierungsrat. Nach einer Assessorprüfung wurde er im Sommer 1947 von der Deutschen Justizverwaltung für die Sowjetische Besatzungszone in Berlin als Oberjustizrat angestellt. Im September 1947 folgte seine Ernennung zum Dozenten an der Rechts- und Staatswissenschaftlichen Fakultät der Universität Halle. Ende 1947 wurde er an die Universität Leipzig berufen und mit Wirkung vom 1. April 1948 zum außerordentlichen Professor für Völkerrecht ernannt. Im Oktober 1948 erhielt er von der Friedrich-Schiller-Universität Jena eine ordentliche Professur für öffentliches Recht, die aber ebenfalls nur wenige Monate dauerte.
Da Abendroth offiziell in West-Berlin gemeldet war, wurde er nach der Zwangsvereinigung von SPD und KPD nicht automatisch Mitglied der SED. Stattdessen blieb er illegal Mitglied der SPD und hielt verdeckt Kontakt zum von Stephan Thomas geleiteten Ostbüro der SPD. Vor dem Hintergrund der Repressionen gegen diejenigen Sozialdemokraten, die sich weigerten, in die SED einzutreten, betrieb er seine Übersiedlung in die westlichen Besatzungszonen und verhandelte über seinen Freund Herbert Komm, der in Berlin als Anwalt tätig war, mit dem niedersächsischen Kultusminister Adolf Grimme über eine Berufung an die neugegründete Hochschule für Arbeit, Politik und Wirtschaft in Wilhelmshaven-Rüstersiel. Als ein Kurier des Ostbüros enttarnt wurde, sah sich Abendroth im Dezember 1948 zum fluchtartigen Verlassen der sowjetischen Besatzungszone gezwungen. Zusammen mit seiner Frau und seiner Tochter zog er nach Bremen zu seinen Schwiegereltern.
In Bremen begründete er der thüringischen Volksbildungsministerin Marie Torhorst schriftlich seinen Rücktritt, mit einem Durchschlag an Hilde Benjamin. Abendroth sprach sich gegen die sich abzeichnende Herausbildung des Blocksystems (Ostblock / Rat für gegenseitige Wirtschaftshilfe und westliche Welt) aus, versprach aber, sich nicht gegen den Sozialismus im Osten instrumentalisieren zu lassen, da er trotz der Aufgabe seiner Tätigkeiten Sozialist bleibe.
Am 21. Dezember 1948 wurde Abendroth zum ordentlichen Professor für öffentliches Recht und Politik an der Hochschule für Arbeit, Politik und Wirtschaft in Wilhelmshaven ernannt und lehrte dort ab 1949. Im darauf folgenden Jahr wurde er zum ordentlichen Mitglied des Staatsgerichtshofs des Landes Bremen gewählt. Am 15. November 1950 erhielt er, wiederum durch Mithilfe von Zinn (nun hessischer Ministerpräsident), eine Professur für Wissenschaftliche Politik an der Philosophischen Fakultät der Philipps-Universität in Marburg und blieb an dieser Universität von 1951 bis zu seiner Emeritierung 1972. In diese Zeit fällt die zwischen ihm und Ernst Forsthoff um die Bedeutung der Sozialstaatlichkeit im Grundgesetz geführte Forsthoff-Abendroth-Kontroverse. Von 1959 bis 1963 war er außerdem Mitglied des Staatsgerichtshofs des Landes Hessen.
In den 1950er und 1960er Jahren war Abendroth der einzige offen als Marxist auftretende Hochschullehrer in Westdeutschland.
Abendroth entwickelte umfassende Vorstellungen zur Demokratisierung der Hochschule. Seine Aktivitäten zielten vor allem auf die Etablierung der Politikwissenschaft an den Universitäten als eigenständige Disziplin mit Recht zur Habilitation, etwa durch den Aufbau eines Berufsverbandes, der Deutschen Vereinigung für politische Wissenschaft in Wilhelmshaven, deren Vorstand er von 1950 bis 1972 angehörte. Insbesondere in Personalfragen versuchte er, Parteigänger und Sympathisanten des NS-Regimes zu verhindern und stattdessen demokratische Wissenschaftler in Position zu bringen. Abendroth ließ nichts unversucht, Exilanten und Widerstandskämpfer wie Karl Korsch, Herbert Marcuse oder Leo Kofler bei der Besetzung von Lehrstühlen in die Diskussion zu bringen. Als in den 1960er Jahren die Politische Bildung der Schüler gefördert werden sollte und das Schulfach Gemeinschaftskunde eingerichtet wurde, bekam Abendroth einen größeren Einfluss auf die Lehrerausbildung. 1951/52 war er an der Gründung der Kommission für Geschichte des Parlamentarismus und der politischen Parteien in Bonn beteiligt.
Zu den wichtigsten Publikationen Abendroths gehören Die deutschen Gewerkschaften (1954), Bürokratischer Verwaltungsstaat und soziale Demokratie (1955), Aufstieg und Krise der deutschen Sozialdemokratie (1964), Sozialgeschichte der europäischen Arbeiterbewegung (1965), Wirtschaft, Gesellschaft und Demokratie in der Bundesrepublik (1965) und Das Grundgesetz. Eine Einführung in seine politischen Probleme (1966).
Daneben veröffentlichte er zahlreiche kleinere Beiträge in Sammelbänden, Zeitschriften und Zeitungen.
Bei Abendroth wurden zwei bedeutende wissenschaftliche Studien zum Wandel der Öffentlichkeit angefertigt:
- Rüdiger Altmann promovierte bei ihm mit einer Studie, die Das Problem der Öffentlichkeit und seine Bedeutung für die moderne Demokratie behandelte.
- Jürgen Habermas habilitierte sich bei Abendroth mit seinem Werk über den Strukturwandel der Öffentlichkeit. Habermas bezeichnete Abendroth in seinem Artikel zum 60. Geburtstag als „Partisanenprofessor im Lande der Mitläufer“.[8]

Die Studie Peter von Oertzens über die Rätebewegung in der Novemberrevolution wurde maßgeblich von Abendroth beeinflusst.
Abendroth war als Wissenschaftler und wegen seiner politischen Stellungnahmen in der Bundesrepublik immer umstritten, da der Marxismus in den Jahren des Kalten Krieges als unvereinbar mit der parlamentarischen Demokratie galt. Für ihn aber waren die rechtsstaatlichen Grundrechte immer eine Voraussetzung für die Realisierung einer sozialistischen Gesellschaft, und zugleich konnte er sich den Sozialismus nur im Zusammenhang mit einer Weiterentwicklung der Menschenrechte und der bürgerlichen Freiheiten vorstellen. Abendroth hatte gute Beziehungen zum Sozialistischen Deutschen Studentenbund (SDS), bis 1960 die Studentenorganisation der SPD, auch noch, nachdem die SPD sich nicht mehr zum Marxismus bekannt und jede Verbindung zu ihrer bisherigen Studentenorganisation abgebrochen hatte. Wolfgang Abendroth hatte sich mit seinem auf Initiative des Hamburger Bundestagsabgeordneten Peter Blachstein verfassten Entwurf zum Godesberger Programm darum bemüht, die Partei auf Beibehaltung marxistischer Grundpositionen zu verpflichten. Daraufhin wurden er und einige andere Professoren vom SPD-Parteivorstand aufgefordert, ihre Unterstützung des SDS aufzugeben. Dies lehnte Abendroth ab.
Der SPD-Parteivorstand veröffentlichte im November 1961 einen Beschluss, dass die Mitgliedschaft im SDS und/oder in der zur finanziellen Unterstützung des SDS gegründeten Sozialistischen Förderer-Gesellschaft „unvereinbar mit der Mitgliedschaft in der Sozialdemokratischen Partei Deutschlands“ ist. Daraufhin schloss die SPD Abendroth im Dezember 1961 aus der Partei aus.
Abendroth gehörte 1968 zu den Gründern des Sozialistischen Bundes und war der erste Vorsitzende des geschäftsführenden Vorstands dieser Organisation. Deren Programm stimmte er am 8. Oktober 1967 in Ost-Berlin mit dem KPD-Vorsitzenden Max Reimann und leitenden SED-Funktionären ab. Abendroth hatte seine DDR-Kritik seit 1966 zusehends abgemildert, denn er hielt inzwischen die DDR für einen „funktionierenden und prosperierenden sozialistischen Staates auf deutschem Boden“.  Anlässlich des Todes von Walter Ulbricht übermittelte Abendroth dem SED-Politbüromitglied Albert Norden ein Kondolenzschreiben, in dem er Ulbricht als einen „der Größten aus der Tradition der Arbeiterbewegung“ und als einen „der Größten des   deutschen Volkes“ würdigte.
Zusammen mit Ernst Bloch, Ossip K. Flechtheim und Erich Kästner war er Ende der 1960er Jahre Mitglied des Kuratoriums der Kampagne für Demokratie und Abrüstung – Ostermarsch. Ferner setzte er sich als Mitglied des von Walter Ammann geleiteten Initiativausschusses der Verteidiger in politischen Strafsachen für die Aufhebung des KPD-Verbots bzw. für die Wiederzulassung einer kommunistischen Partei in der Bundesrepublik ein. Nach der Konstituierung der DKP gehörte er zusammen mit anderen Vertretern der sogenannten Marburger Schule und DKP-nahen Wissenschaftlern aus anderen Städten der Bundesrepublik dem Wissenschaftlichen Beirat des in Frankfurt am Main ansässigen DKP-eigenen Instituts für Marxistische Studien und Forschungen (IMSF) an. 1967 gehörte Abendroth dem vom englischen Philosophen Bertrand Russell ins Leben gerufenen Russell-Tribunal zur Untersuchung der amerikanischen Kriegsverbrechen in Vietnam an. Außerdem trat er als Kritiker der Notstandsgesetze in Erscheinung.

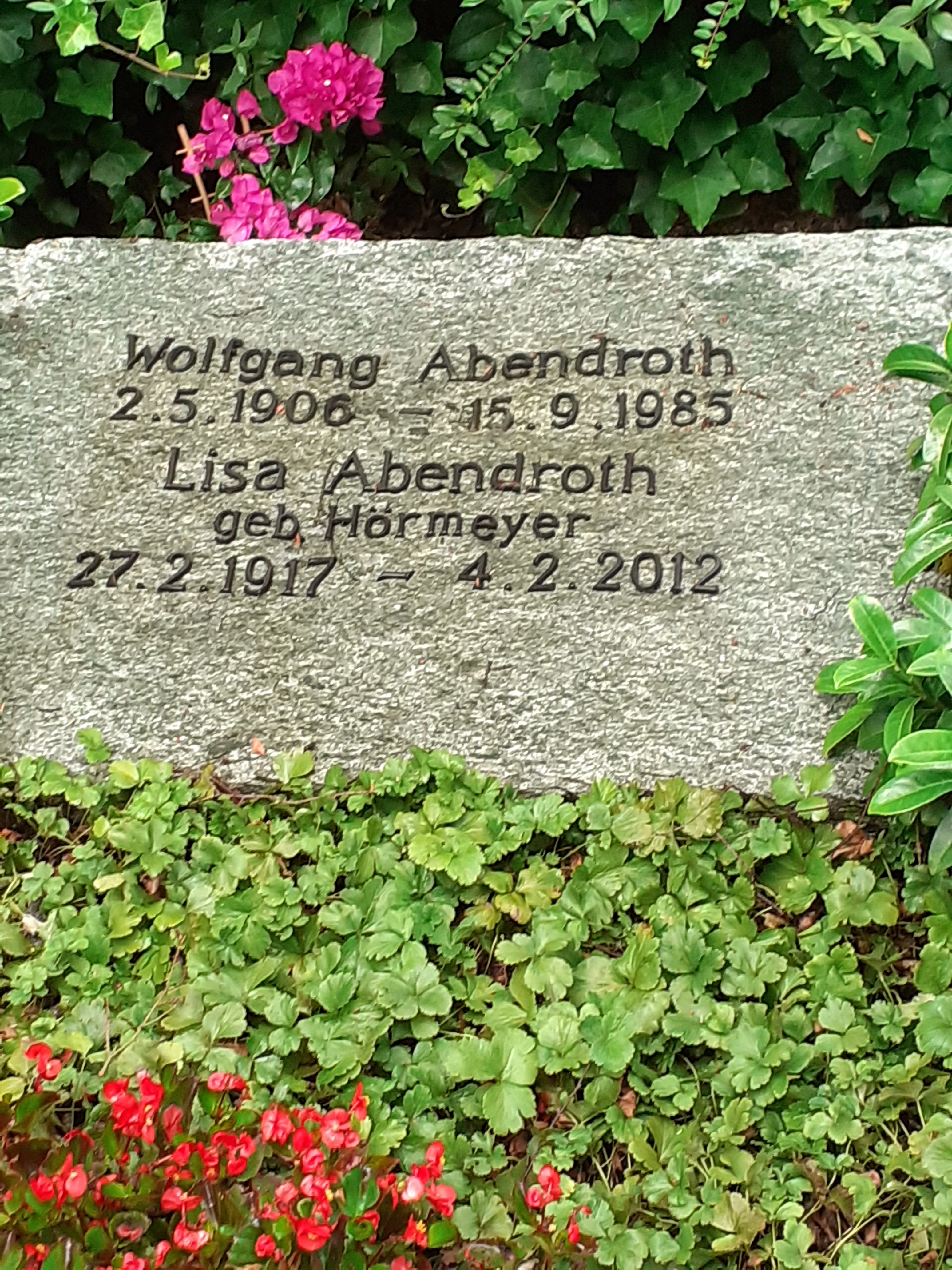
Abendroths Grab auf dem Hauptfriedhof in Frankfurt am Main

Abendroth gilt als einer der wichtigsten Befürworter der studentischen Rebellion der 1960er Jahre, obwohl er nie mit revolutionären Bestrebungen einer (intellektuellen) Minderheit einverstanden war. Seine Hoffnungen galten stets einer Revolutionierung der Arbeiterbewegung. Der von ihm als Reaktion auf das Marburger Manifest mitbegründete „Bund demokratischer Wissenschaftler“ sollte deshalb auch besonders dem Schutz der individuellen Forschungsfreiheit vor gesellschaftlichen Angriffen dienen.
Nach seiner Emeritierung lehrte er an der Akademie der Arbeit in Frankfurt am Main. Zeitweise war er im Vorstand der Vereinigung der Deutschen Staatsrechtslehrer. Abendroth gehörte zu den Gründungsmitgliedern der 1974 entstandenen Martin-Niemöller-Stiftung. Ab 1973 war er Mitglied des PEN-Zentrums der BRD.

## Nachwirkung

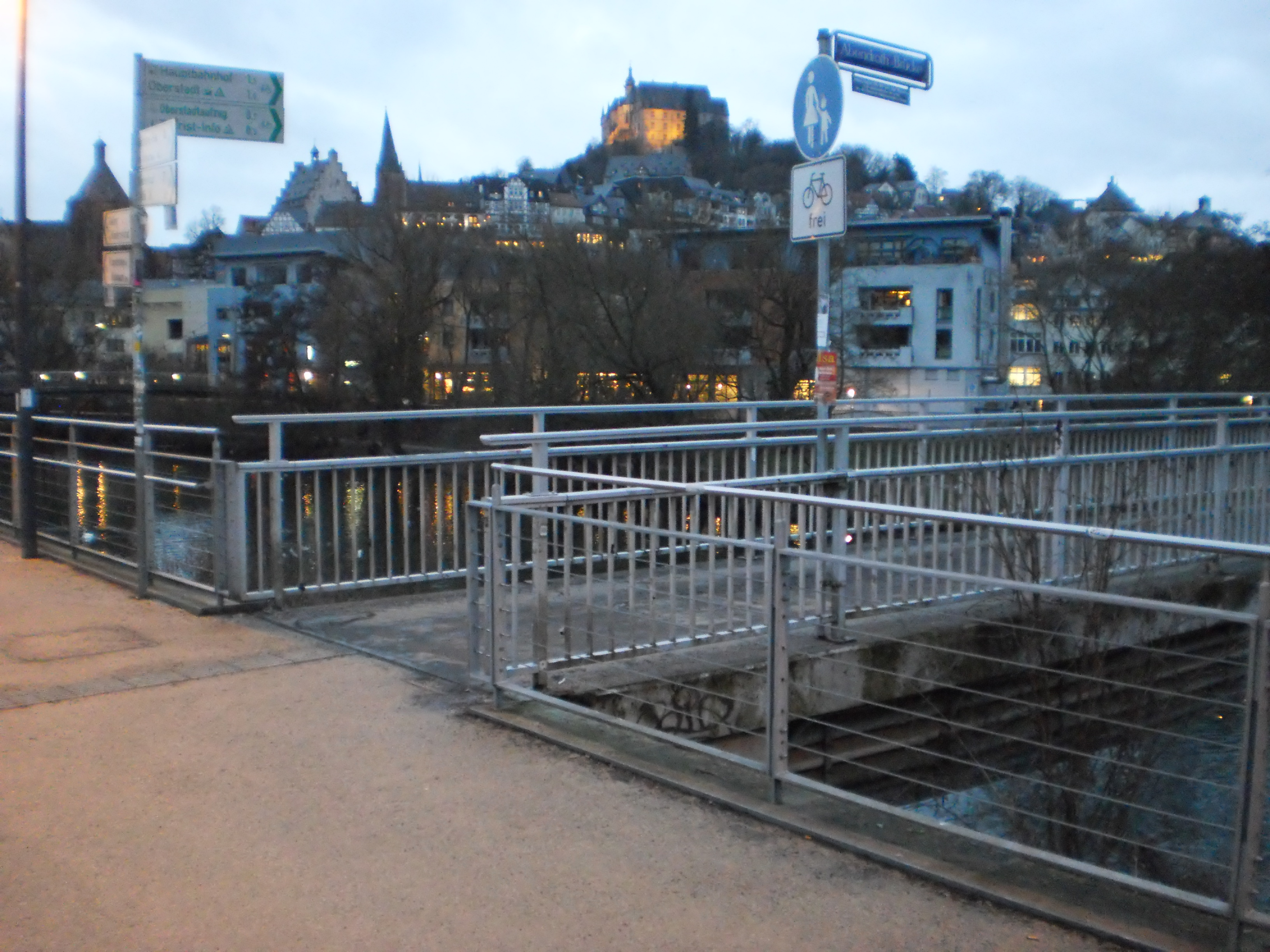
Abendroth-Brücke in Marburg (2017)

Die von Abendroth begründete Marburger Schule wird auch als „Abendroth-Schule“ bezeichnet. Zu einer Gruppe seiner Schüler, die in den 1960er-Jahren bei ihm u. a. über Organisationen der Arbeiterbewegung in der Zeit der Weimarer Republik promoviert wurden, gehören: Frank Deppe, Hanno Drechsler, Georg Fülberth, Friedrich-Martin Balzer, Jürgen Harrer, Olaf Ihlau, Hans Manfred Bock, Reinhard Kühnl u. a.
Im Dezember 2007 beschloss der Verein WAsG seinen Fortbestand unter dem Namen „Wolfgang-Abendroth-Stiftungsgesellschaft“. Der Verein löste sich 2020 auf.
In Wuppertal gibt es eine Wolfgang-Abendroth-Straße, in Marburg eine Wolfgang-Abendroth-Brücke.
Der Nachlass von Wolfgang Abendroth befindet sich im Internationalen Institut für Sozialgeschichte (IISG) in Amsterdam.

## Schriften

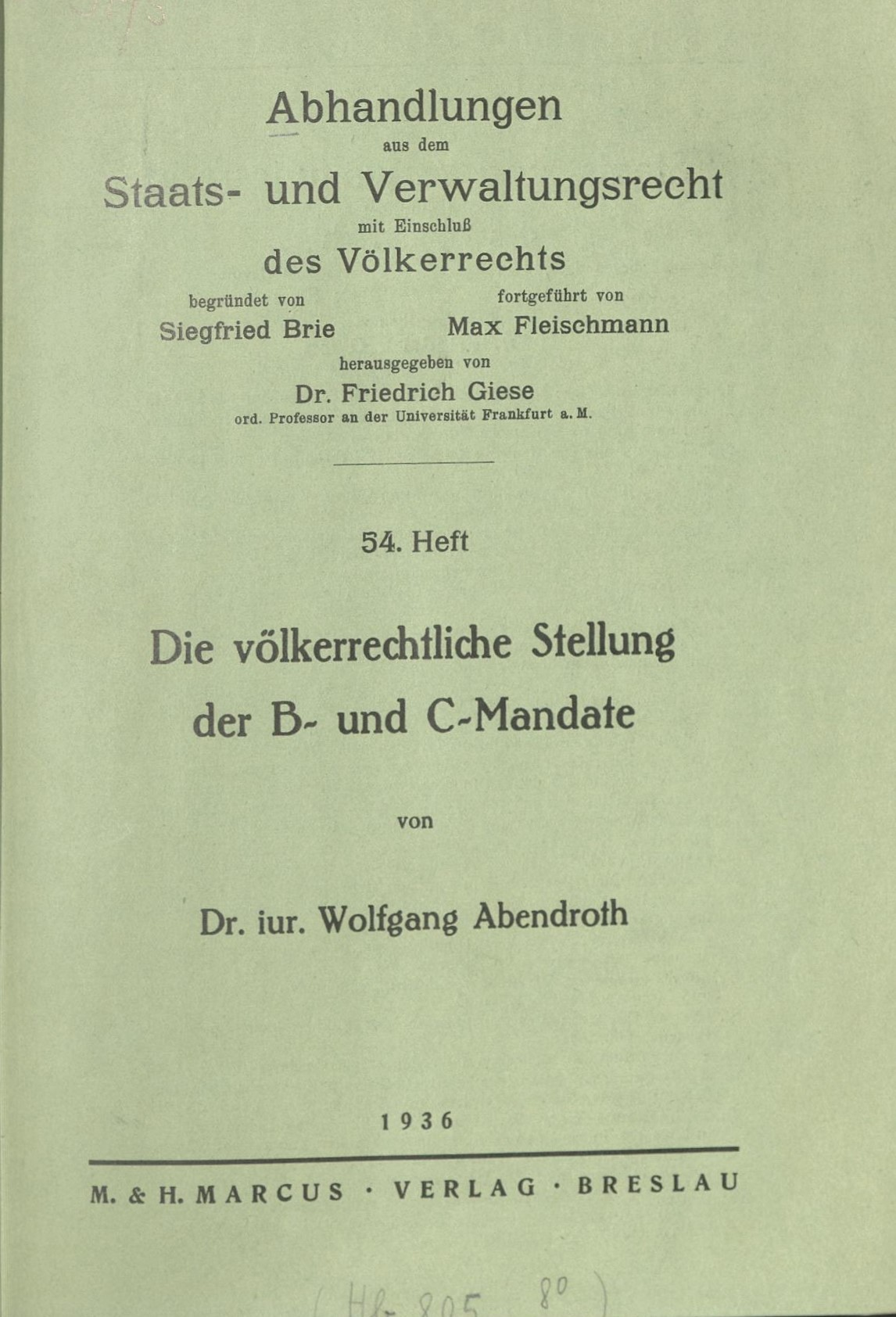
Publikation von 1936 der Dissertation von 1935

- Die völkerrechtliche Stellung der B- und C-Mandate (= Abhandlungen aus dem Staats- und Verwaltungsrecht mit Einschluß des Völkerrechts. Band 54). M. & H. Marcus, Breslau 1936 (beschlagnahmt); zugleich Juristische Dissertation Bern 1935.
- Die völkerrechtliche Bindung Gesamtdeutschlands durch Verträge seiner Staatsfragmente. In: Gegenwartsprobleme des internationalen Rechtes und der Rechtsphilosophie. Hrsg. von D. S. Constantopoulos und Hans Wehberg, Hamburg 1953, S. 145–164.
- Die deutschen Gewerkschaften. Weg demokratischer Integration  (= Kleine Schriften zur politischen Bildung. Schriftenreihe der IG. Chemie-Papier-Keramik. Heft 5/6). Rothe, Heidelberg 1955.
- mit Herbert Sultan: Bürokratischer Verwaltungsstaat und soziale Demokratie. Norddeutsche Verlags Anstalt Goedel, Hannover / Frankfurt am Main 1955 (= Goedelbuch. Band 130).
- Aufstieg und Krise der deutschen Sozialdemokratie. Zweckentfremdung einer politischen Partei durch Anpassungstendenz von Institutionen an vorgegebener Machtverhältnisse (= antworten. Band 9). Stimme Verlag, Mainz 1964; 4. Auflage 1978.
- Sozialgeschichte der europäischen Arbeiterbewegung. Suhrkamp Verlag, Frankfurt am Main 1965 (= edition Suhrkamp. Band 106); 13. Auflage 1961.
- Gerda Zorn: Stadt im Widerstand. Mit einem Vorwort von Wolfgang Abendroth, Röderberg Verlag, Frankfurt Main 1965.
- Wirtschaft, Gesellschaft und Demokratie in der Bundesrepublik. 1965.
- mit Eugen Kogon, Helmut Ridder, Heinrich Hannover, Jürgen Seifert: Der totale Notstandsstaat. Die verhängnisvolle Vorsorge? Notstandsgesetze – schleichender Staatsstreich? Stimme Verlag, Frankfurt am Main 1965 (= Kleine Antworten-Reihe).
- Das Grundgesetz. Einführung in seine politischen Probleme (= Politik in unserer Zeit. Band 3). Neske, Pfullingen 1966; 8. Auflage 1978.
- Antagonistische Gesellschaft und politische Demokratie. Aufsätze zur politischen Soziologie (= Soziologische Texte. Band 47). Luchterhand, Neuwied 1968.
- Wolfgang Abendroth. Ein Leben in der Arbeiterbewegung. Gespräche. Aufgezeichnet und hrsg. von Barbara Dietrich und Joachim Perels. Suhrkamp Verlag, Frankfurt am Main 1976 (= edition Suhrkamp 820); 3. Auflage 1982. Autobiografischer Interview-Band.
- Arbeiterklasse, Staat und Verfassung. 1977; 2. Auflage 1979.
- mit anderen: Wie Faschismus entsteht und verhindert wird. Röderberg, Frankfurt am Main 1980.
- Gewerkschaft und Frieden. 1982.
- Einführung in die Geschichte der Arbeiterbewegung. Band 1: Von der Anfängen bis 1933. Bearbeitet von Heinz-Gerd Hofschen. Diestel Verlag, Heilbronn 1985, ISBN 3-929348-08-X.
- Gesammelte Schriften. Band 1: (1926–1948). Offizin, Hannover 2006, ISBN 3-930345-49-8 (geb.), ISBN 3-930345-49-8 (kart.).
- Gesammelte Schriften. Band 2: (1949–1955). Offizin, Hannover 2008, ISBN 978-3-930345-56-4 (geb.), ISBN 978-3-930345-57-1 (kart.).
- Gesammelte Schriften. Band 3: (1956–1963). Offizin, Hannover 2013, ISBN 978-3-930345-68-7 (geb.), ISBN 978-3-930345-66-3 (kart.).